# Šorgi
Šorgi is een plaats in de gemeente Oprtalj in de Kroatische provincie Istrië. De plaats telt 56 inwoners (2001).